# Эскадренные миноносцы типа «Холланд»
Эскадренные миноносцы типа «Холланд» (нидерл. Hollandklasse onderzeebootjager) — тип эскадренных миноносцев, построенных для нидерландского королевского флота в 1950-х годах. Эсминцы типа были первыми боевыми кораблями голландского флота, разработанными и построенными после окончания Второй мировой войны. В нарушение традиций голландского флота корабли типа были названы в честь 4 голландских провинций, а не в честь адмиралов голландского флота, как прежде было принято называть новые корабли.
Уникальность эсминцев типа «Холланд» состояла в том, что они были первыми эсминцами без торпедного вооружения.

## Представители типа
| Название            | Бортовой номер | Судоверфь          | Вступил в состав флота | Выведен                                                           |
| ------------------- | -------------- | ------------------ | ---------------------- | ----------------------------------------------------------------- |
| HMNLS Holland       | D 808          | Rotterdam Dockyard | 1954                   | Продан ВМС Перу в 1982 году, как BAP García y García, 1986        |
| HMNLS Zeeland       | D 809          | Royal Schelde      | 1955                   | Выведен из состава флота в 1979 г.                                |
| HMNLS Noord Brabant | D 810          | Royal Schelde      | 1955                   | Выведен из состава флота в 1974 г., following damage in collision |
| HMNLS Gelderland    | D 811          | Wilton Fijenoord   | 1955                   | Выведен из состава флота в 1973 г.                                |